# Яков Лукарич
Яков Лукарич е историк от/на Дубровник и Дубровнишката република.
Автор е на издадените във Венеция на латински Copioso ristreto degli annali di Ragusa през 1605 г.